# Dürler
Dürler is een plaats in de gemeente Burg-Reuland in de Belgische provincie Luik.
Dürler heeft ongeveer 166 inwoners.

## Geschiedenis
Dürler werd voor het eerst genoemd in 1151 in het Waals: Durlenges en in 1250 als Durlar. Dur betekent struikgewas en lar betekent woonplaats.

## Bezienswaardigheden
- Sint-Mattheüskerk
- De pastorie van 1779
- Het Marx-Haus, uit de 18e eeuw
- De Dürlermühle, een watermolen
- Het Dürlerhof, een boerderij uit het midden van de 19e eeuw
- De kapel van Onze-Lieve-Vrouw van Banneux (Onze-Lieve-Vrouw Maagd der Armen), van 1948, gebouwd uit dankbaarheid omdat Dürler op 5 januari 1945 niet van de bombardementen te lijden heeft gehad. Op 15 augustus vindt de jaarlijkse kerkdienst met lichtjesprocessie plaats.

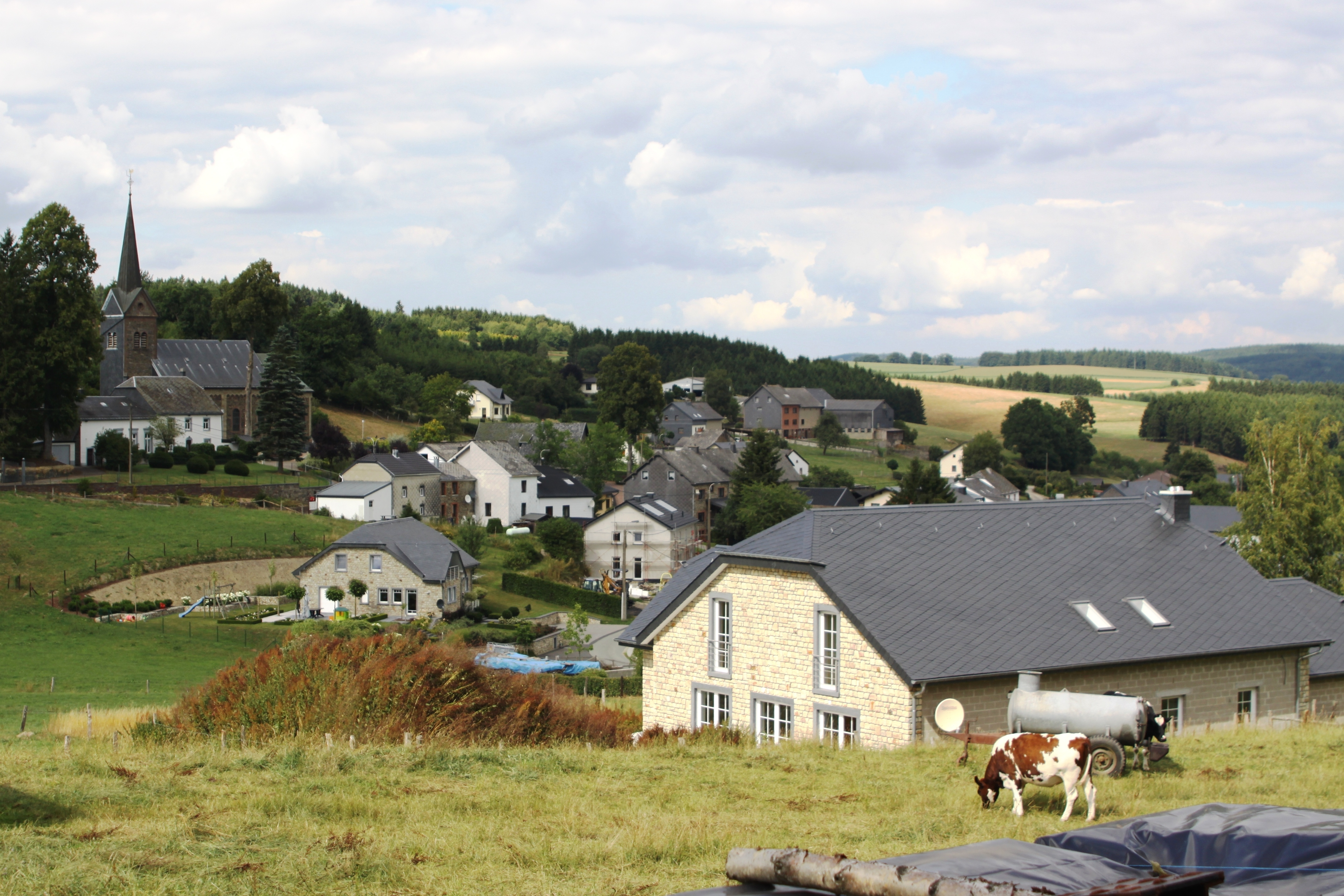
Zicht op Dürler

## Natuur en landschap
De kerk van Dürler ligt op een hoogte van 450 meter. De plaats ligt op de linkeroever van de Mühlbach, een zijrivier van de Ulf.

## Nabijgelegen kernen
Lengeler, Oudler, Espeler
Deelgemeenten: Reuland · Thommen

Overige kernen: Aldringen · Alster · Auel · Bracht · Braunlauf · Diepert · Dürler · Espeler · Grüfflingen · Koller · Lascheid · Lengeler · Maldingen · Malscheid · Maspelt · Oberhausen · Oudler · Ouren · Richtenberg · Steffeshausen · Stoubach · Weidig · Weisten · Weweler

Belgische gemeenten · Duitstalige Gemeenschap · Arrondissement Verviers · Luik · Wallonië